# 2MASS J10210969-0304197
2MASS J10210969-0304197 ist ein Brauner Zwerg der Spektralklasse T3 im Sternbild Sextant. Er wurde 2000 von S.K.Leggett et al. entdeckt. Seine Position verschiebt sich aufgrund seiner Eigenbewegung jährlich um 0,1832 Bogensekunden. Zudem weist er eine Parallaxe von 34 Millibogensekunden auf.